# Phidippedes
Phidippedes (græsk: Φειδιππιδης, Pheidippides  eller Philippides) var en helt i det antikke Grækenland, og myten om ham har været inspiration til sportsgrenen maratonløb.

## Legenden
Legenden forlyder, at den athenske soldat Phidippedes løb 40,5 km fra slagmarken ved byen Marathon til Athen, for at melde om den græske sejr over perserne i slaget ved Marathon med ordene "Νενικήκαμεν!" (Nenikekamen = "Vi vandt!") og faldt død om. Men den historie, som fejlagtigt er tillagt Herodot, hører vi første gang om hos Lukian omkring år 170.

## Virkeligheden
Imidlertid var Phidippides virkelig nok, og kendt som den hurtigste løber i den athenske hær. Da generalerne forstod, at perserne var undervejs, sendte de ham til Sparta for at anmode om øjeblikkelig hjælp mod den fælles fjende. Og løbeturen Athen-Sparta er meget længere end de omkring 42 km fra Marathon til Athen. Han klarede turen til Sparta på mindre end to døgn, som ikke er en umulighed, men dog en virkelig bedrift. Men spartanerne afslog, da de ud fra religiøs overbevisning ikke kunne rykke ud, før det var fuldmåne seks dage senere. Da de troppede op i Marathon, var slaget derfor ovre.
I 1982 arrangerede RAF-flyveren John Foden et løb fra Marathon til Sparta for at se, om Phidippides’ bedrift faktisk lod sig gøre. Han og fire andre fra RAF løb, og tre af dem fuldførte på under fyrre timer. Det 246 km lange Spartathlon er blevet en årlig begivenhed, med rekord sat af grækeren Yiannis Kouros, som i 1984 løb strækningen på kun 20 timer og 25 minutter. Men Pheidippides måtte også løbe tilbage igen.

## I eftertid
Billedhuggeren Marius E. Jørgensens skulptur i bronze Maratonløber med Phidippedes som motiv står på Østerbro Stadion i København.
Operaen med hans navn, PHEIDIPPIDES... run again! henter sin handling fra 1896.